# Mercedes Bernaus Queralt
Mercedes Bernaus Queralt es profesora jubilada del Departamento de Didáctica de la Lengua y Literatura en la Facultad de Ciencias de la Educación de la Universidad Autónoma de Barcelona.

## Biografía
En 1992 se doctoró por la Universidad de Barcelona gracias a la tesis The role of motivation in the learning of English as a foreign language. Su campo de docencia es la didáctica del francés y del inglés como lengua extranjera y sus líneas de investigación se enfocan hacia el estudio y aprendizaje de diversas lenguas en el ámbito educativo y el pluriculturalismo. Ha coordinado varios proyectos relacionados con el plurilingüismo y el pluriculturalismo, entre ellos EVLANG, JA-LING y LEA.